# Pseudarachna hirsuta
Pseudarachna hirsuta là một loài chân đều trong họ Munnopsidae. Loài này được G.O. Sars miêu tả khoa học năm 1864.